# Schuldenbremse (Schweiz)
Die Schuldenbremse war der Titel einer Verfassungsänderung der Schweiz, die am 22. Juni 2001 durch die Bundesversammlung und am 2. Dezember 2001 per Volksabstimmung beschlossen wurde. Es handelt sich dabei um eine Fiskalregel auf der Bundesebene mit dem (zyklisch bereinigten) Haushaltsergebnis als Steuerungsgrösse.
Durch diese Verfassungsregelung soll der Bund verpflichtet werden, Einnahmen und Ausgaben über den Konjunkturzyklus hinweg im Gleichgewicht zu halten. Die Schuldenbremse ist seit 2003 in Kraft.

## Entwicklung der Schweizer Bundesfinanzen bis 2003
Obwohl die Schweiz im europäischen Vergleich über eine recht geringe Schuldenquote (Verhältnis von Schulden zu Bruttoinlandsprodukt) verfügt, wurde das Ziel einer Verringerung der Schulden beschlossen. Nach den beiden Weltkriegen betrug der Schuldenstand des Bundes 9 Milliarden Franken, was in etwa 50 Prozent des damaligen Bruttoinlandsproduktes entsprach. So wurde auf Empfehlung des Bundesrates hin 1958 der Grundsatz der Entschuldung in die Bundesverfassung aufgenommen – so sollte die Verschuldung langsam zurückgeführt werden. Durch hohe Überschüsse des Bundes während der 1960er und 1970er Jahre konnte die Schuldenquote stark zurückgefahren werden, die späten 1970er Jahre unterbrachen diesen Trend jedoch durch niedrige Wachstumsraten und niedrige Inflation. Während der 1980er Jahre konnte erneut ein Rückgang verzeichnet werden, bevor die 1990er die Verschuldung auf ein neues Niveau beförderten – 1999 lag die Verschuldungsquote bei 26 Prozent des BIP, der Schuldenabbau der vorangegangenen zehn Jahre wurde allein 1992 und 1993 komplett zunichtegemacht.
In der Vergangenheit gab es in der Schweiz zahlreiche Versuche, die Staatsverschuldung zu begrenzen; diese Vorschläge scheiterten jedoch oft an den Volksabstimmungen. Trotz Implementierung eines Entschuldungsgrundsatzes konnten die Entwicklungen der 1990er Jahre nicht aufgehalten werden. So wurde 1998 das Haushaltsziel 2001 angenommen, das das zulässige Defizit für die kommenden Jahre schrittweise begrenzte, um einen Ausgleich der Bundesfinanzen im Jahr 2001 zu erreichen. Die Schuldenbremse ist als Nachfolgeinstrument des Haushaltsziels 2001 zu verstehen.

Die Entwicklung der Schweizer Verschuldung

## Funktionsweise der Schuldenbremse
Die Schuldenbremse ist in Art. 126 der Schweizer Bundesverfassung und im Bundesgesetz über den eidgenössischen Finanzhaushalt (FHG) kodifiziert. Ihr Ziel ist es, die Verschuldung über den Konjunkturzyklus hinweg konstant zu halten. Dies bewirkt bei wachsender Wirtschaft eine sinkende Verschuldungsquote. Gegenstand der Schuldenbremse ist eine Steuerung des Bundeshaushaltes durch Begrenzung der Ausgaben. Die Schuldenbremse ist somit eine Ausgabenregel.
Konkret werden im Fall der Schuldenbremse die zulässigen Ausgaben (Ausgabenplafond) auf die Höhe der um einen Konjunkturfaktor bereinigten Einnahmen begrenzt.
{\displaystyle A=E\cdot k}
{\displaystyle A} bezeichnet hierbei den Höchstbetrag der beantragten Gesamtausgaben, {\displaystyle E} die geschätzten Einnahmen und {\displaystyle k} den Konjunkturfaktor.
Der Konjunkturfaktor ist definiert als das Verhältnis von geschätztem trendmässigem Bruttoinlandsprodukt zu geschätztem aktuellem Bruttoinlandsprodukt.
{\displaystyle k={\frac {\text{Trend-BIP}}{\text{aktuelles BIP}}}}
Während einer Hochkonjunktur ist der Konjunkturfaktor kleiner als eins, wodurch der Zwang entsteht Überschüsse zu erzielen – während einer Rezession ist der Konjunkturfaktor grösser als eins, Defizite sind erlaubt. Über einen kompletten Konjunkturzyklus hinweg ist der Haushalt jedoch ausgeglichen.

### Der Konjunkturfaktor
Um den Konjunkturfaktor zu ermitteln, verwendet die eidgenössische Finanzverwaltung reale und nicht nominale Grössen. Der Grund hierfür liegt darin, dass lediglich realwirtschaftliche Veränderungen erfasst werden sollen. Bei Betrachtung nominaler Grössen würden die zyklischen Schwankungen des BIP-Deflators eingeschlossen werden, es entstünde die Gefahr von Verfälschungen und Schätzfehlern.
Bei der Ermittlung des aktuellen Bruttoinlandsproduktes gilt es zu beachten, dass dieses erst circa 2 Jahre im Nachhinein zuverlässig schätzbar ist. So werden in der Schweiz Quartalsschätzungen und weitere ökonomische Faktoren für eine möglichst hohe Genauigkeit verwendet.
Das Trend-BIP wird mit Hilfe einer modifizierten Variante des Hodrick-Prescott-Filters bestimmt. Die Vorteile dieser Methode liegen darin, dass man keinen theoretischen Maximalauslastungsgrad, sondern eine durchschnittliche Auslastung des Produktionspotentials bestimmt.
Da der HP-Filter über ein Randwertproblem verfügt, so dass sich der Trend gegen Anfang und Ende der Zeitreihe an selbige annähert und Prognosen zur künstlichen Verlängerung der Zeitreihe sich oft als recht ungenau erwiesen haben, hat die Eidgenössische Finanzverwaltung den so genannten MHP-Filter entwickelt, der den HP-Filter auf folgende Art und Weise modifiziert:
{\displaystyle \sum _{t=1}^{T}{\frac {1}{\lambda (t)}}{(y_{t}-\tau _{t})^{2}}+\sum _{t=2}^{T-1}{[(\tau _{t+1}-\tau _{t})-(\tau _{t}-\tau _{t-1})]^{2}}.}
mit
{\displaystyle \lambda (t)=\lambda } für {\displaystyle t=3,...,T-2}
{\displaystyle \lambda (t)={\frac {3}{2}}\lambda } für {\displaystyle t=2} und {\displaystyle t=T-1}
{\displaystyle \lambda (t)=3\lambda } für {\displaystyle t=1} und {\displaystyle t=T}
So verschieben sich gegen Ende der Zeitreihe die Gewichte und das Randwertproblem wird beseitigt. Diese Modifikation führt ausserdem dazu, dass der MHP-Filter Änderungen stärker konjunkturell als strukturell einstuft.
Der Vorteil in der Verwendung des MHP-Filters liegt in seiner Einfachheit und Transparenz.

### Die Einnahmen
Bei der Schätzung der Einnahmen ist es wichtig, zukünftige Steuersatzänderungen zu berücksichtigen, sowie Änderungen der Einnahmenelastizität mit einfliessen zu lassen. Dies soll sichergestellt werden, indem die Schätzungen gemäss Budget- und Finanzplanung verwendet werden.
Ausserordentliche Einnahmen werden aus den ordentlichen Einnahmen gemäss Schuldenbremse gekürzt, diese sollen zur Schuldentilgung verwendet werden.
Erfahrungsgemäss ist es so, dass Einnahmen zu Beginn einer Hochkonjunktur unter- und zu Beginn einer Rezession überschätzt werden. Dies liegt im Wesentlichen an der nicht antizipierten, inversen Veränderung des Trends der wirtschaftlichen Entwicklung. Dieser Effekt ist jedoch erwünscht, da er antizyklisch wirkt.

### Ausnahmen
Der im Voranschlag für das nächste Jahr bestimmte Ausgabenplafond ist bindend für Bundesrat und Bundesversammlung, jedoch können in Ausnahmefällen, wie etwa schweren Rezessionen oder Naturkatastrophen Überschreitungen des Ausgabenplafonds gestattet werden, wenn beide Kammern der Bundesversammlung mit qualifizierter Mehrheit zustimmen (Mehrheit der Ratsmitglieder) und die Überschreitung mindestens 0,5 Prozent des bisherigen Ausgabenplafonds erreicht.

### Sanktionsmechanismus
Da Politiker gemäss polit-ökonomischer Theorie Anreize haben, bestehende Regelungen zu ihrem persönlichen Vorteil zu umgehen und kreditfinanzierte Ausgaben dem Wähler gegenüber oft einfacher zu vertreten sind als steuerfinanzierte, muss eine gute Budgetregel über einen wirkungsvollen Sanktionsmechanismus verfügen.
Im Schweizer Fall tut dies das Ausgleichskonto. Auf dieses werden Über- und Unterschreitungen des Ausgabenplafonds gebucht. Diese Abweichungen entstehen im Wesentlichen durch:
- Schätzfehler bei den Einnahmen (Die Bestimmung des Ausgabenplafonds erfolgt ex ante in einer Planungsperiode für eine Vollzugsperiode. Im Nachhinein wird dann in der Vollzugsperiode ex post der tatsächliche Ausgabenplafond bestimmt und die getätigten Ausgaben damit verglichen.)
- Schätzfehler bei der Ermittlung des Konjunkturfaktors
- Über- und Unterschreiten des Ausgabenplafonds

Fehlbeträge auf dem Ausgleichskonto müssen in den Ausgabenplafonds der folgenden Jahre berücksichtigt werden. Eine verbindliche zeitliche Vorschrift existiert erst, wenn der Ausgabenplafond 6 Prozent der Gesamtausgaben überschreitet, dann muss diese Überschreitung binnen 3 Jahren abgebaut werden.

## Kritik
Bei Einführung der Schuldenbremse 2003 gab es zunächst einige Anlaufschwierigkeiten. Die anfängliche Einnahmenprognose musste um 8 Prozent der Bundeseinnahmen zurückgenommen werden und es wurde entgegen bisherigen Annahmen ein strukturelles Defizit entdeckt.
Bei einer wortgenauen Durchführung der Schuldenbremse hätte ein Fehlbetrag von 4,6 Milliarden Schweizer Franken im Voranschlag für 2004 beseitigt werden müssen. Um die Stabilität der Schuldenbremse zu gewährleisten, wurde ein Korrekturpfad verabschiedet, der eine Erhöhung der Ausgaben für die nächsten Jahre erlaubte, um das Defizit abzubauen.

### Verwendung des Hodrick-Prescott-Filters
Während 2003 noch der Hodrick-Prescott-Filter angewandt wurde und dank zahlreicher Kritik die Eidgenössische Finanzverwaltung seit 2004 den modifizierten HP-Filter nutzt, ist auch dieses Instrument umstritten. So wird als Glättungsparameter oft {\displaystyle \lambda =100} gewählt, basierend auf Vorschlägen von Hodrick und Prescott für die US-amerikanische Wirtschaft. Theoretisch fundiert ist dieser Wert jedoch nicht, es besteht ein gewisses Element der Willkür. Studien haben jedoch ergeben, dass sehr hohe Glättungsparameter auch eine Prozyklität der Schuldenbremse auslösen könnten.
Alternative Verfahren zur Bestimmung des trendmässigen Produktionspotentials werden bisher abgelehnt, da sie wesentlich komplexer sind und eine niedrigere Transparenz aufweisen.

### Die Rolle öffentlicher Investitionen

Die Investitionsquote der Schweiz 1970–2005

Investitionsausgaben werden wie in der seit 2009 in Deutschland geltenden Regel innerhalb der Schuldenbremse genau so wie konsumptive Ausgaben behandelt. Dieser Umstand wird seit Einführung der Schuldenbremse in Politik und Wissenschaft diskutiert. Folgt man dem Prinzip intergenerativer Gerechtigkeit so sollten die Investitionen kreditfinanziert werden um einen gerechten Ausgleich zwischen mehreren Generationen zu schaffen.
Das Problem der Gleichbehandlung dieser Ausgaben kann bei einem erhöhten Spardruck zu Investitionsverzicht führen. Befürworter dieser Regelung führen jedoch an, dass es einen genügend grossen Spielraum für Investitionsausgaben gäbe, da die Schuldenbremse nur die Ausgabenhöhe, nicht deren Zusammensetzung reglementiere.
Eine Sonderbehandlung von öffentlichen Investitionen würde auch eine Anpassung der Investitions- und Konsumbegriffe nötig machen, wobei eine Einwirkung von Interessengruppen zu deren Vorteil zu erwarten ist.

### Neuverschuldung von Null
Durch ein Gutachten der Konjunkturforschungsstelle Zürich wurde belegt, dass eine Neuverschuldung von Null über den Konjunkturzyklus hinweg nur möglich ist, wenn der Konjunkturzyklus im Voraus bekannt ist. Der Grund hierfür ist die Tatsache, dass die Einnahmen langfristig im Gegensatz zu k nicht stationär sind.

### Höhe und Zeitvorschriften des Ausgleichskontos
Die Tatsache, dass für den Abbau der Ausgleichskontobeträge erst ab einer gewissen Höhe Zeitvorschriften bestehen, impliziert die Möglichkeit, dass der Abbau dieser Überschreitungen in eine Rezession fällt und die Schuldenbremse somit prozyklisch wirkt. Eine Anpassung von Höhe und Zeitvorschriften des Ausgleichskontos schafft die Möglichkeit stärker auf konjunkturelle Probleme einzugehen, birgt aber auch die Gefahr, dass man hierdurch strukturelle Probleme übersieht. Dementsprechend sind die Meinungen hierüber in der öffentlichen Diskussion gespalten.

### Einnahmeelastizitäten
Die der Schuldenbremse zugrunde liegende Einnahmenelastizität ist eins. In einer Studie wurde gezeigt, dass die tatsächliche Einnahmenelastizität 1,2 beträgt. Kritiker merkten jedoch an, dass hierbei nicht alle für die Schuldenbremse zugrunde liegenden Einnahmen berücksichtigt worden seien und es an einer Bereinigung der Einnahmen um Strukturveränderungen des Steuersystems mangele, so dass eine Einnahmenelastizität von eins empirisch durchaus haltbar sei.

## Die Schweizer Bundesfinanzen seit Einführung der Schuldenbremse
Seit dem Jahr 2003 wird die Schuldenbremse in der Schweiz angewandt. Seitdem hat sich der Schuldenstand ungefähr stabilisiert und die Verschuldungsquote ist rückläufig. Zu einer genauen Bewertung der Wirksamkeit wird man jedoch erst nach Durchlaufen eines kompletten Konjunkturzyklus kommen können. Ein stetig steigender Schuldenstand wie zu Beginn der 1990er Jahre kann nicht mehr festgestellt werden, die Schuldenquote von 33,1 % in 2015 ist im Vergleich der OECD-Länder sehr gut. Der Schuldenabbau in absoluten Zahlen beläuft sich seit 2006 aus Sicht des eidgenössischen Finanzdepartements in absoluten Zahlen auf insgesamt 21,6 Milliarden Schweizer Franken. Von 2003 bis 2019 konnten die Bundesschulden um rund 27 Milliarden Schweizer Franken reduziert werden.

## Vorbild für Deutschland
Die Funktionsweise der Schweizer Schuldenbremse diente in vielen europäischen Ländern als Vorbild für ähnliche Systeme. In einem Gutachten berechnete die Konjunkturforschungsstelle der ETH Zürich modellhaft die Auswirkungen einer Schuldenbremse auf den deutschen Bundeshaushalt. Prinzipiell, so das Gutachten, stehen der Anwendung einer Schuldenbremse nach Schweizer Vorbild die abweichenden institutionellen Rahmenbedingungen entgegen. Vor allem das Fehlen direktdemokratischer, budgetrelevanter Entscheidungsverfahren und die geringere Unabhängigkeit des Bundestages gegenüber der Regierung dürften eine Übertragung der Schweizer Schuldenbremse erschweren. Dagegen schlug der Sachverständigenrat zur Begutachtung der gesamtwirtschaftlichen Entwicklung ein alternatives Modell – die so genannte Schuldenschranke –  für Deutschland vor.